# Rhein-Neckar-Arena
Rhein-Neckar-Arena är en fotbollsarena i Sinsheim, Tyskland.